# Poecilomorpha tarsata
Poecilomorpha tarsata is een keversoort uit de familie halstandhaantjes (Megalopodidae). De wetenschappelijke naam van de soort werd in 1941 gepubliceerd door Gilbert Ernest Bryant.